# Paulo César Lima
Paulo César Lima vagy Paulo César Caju (Rio de Janeiro, 1949. június 16. –) világbajnok brazil válogatott labdarúgó.
A brazil válogatott tagjaként részt vett az 1970-es és az 1974-es világbajnokságon.

## Pályafutása

### A válogatottban
1967 és 1977 között 58 alkalommal szerepelt a brazil válogatottban és 8 gólt szerzett. Tagja volt az 1970-es világbajnok csapatnak.

## Sikerei, díjai
Botafogo
- Carioca bajnok (2): 1967, 1968
- Taça Guanabara (2): 1967, 1968
- Taça Brasil (1): 1968

Flamengo
- Carioca bajnok (2): 1972, 1974

Fluminense
- Carioca bajnok (1): 1976

Grêmio
- Gaúcho bajnok (1): 1976
- Interkontinentális kupagyőztes (1): 1983

Brazília
- Világbajnok (1): 1970

Egyéni
- Bola de Prata (4): 1970, 1972, 1976, 1977
- A Carioca bajnokság gólkirálya (1): 1971 (11 gól)